# Lisandro López
Lisandro López (n. 2 martie 1983) în Buenos Aires, este un fotbalist argentinian care evoluează la clubul Internacional.

## Cariera

### Racing Club
El a debutat în cariera de seniori la clubul argentinian Racing Club în prima ligă argentiniană unde a câștigat trofeul de golgheter al turneului Apertura din 2004. El a înscris 26 de goluri din 70 de meciuri.

### FC Porto
În 2005, a fost transferat pentru suma de €2.35 milioane de către FC Porto. A înscris primul gol în UEFA Champions League, împotriva lui Rangers și două goluri împotriva lui SV Hamburg în acea competiție. În sezonul 2007-08 în Liga portugheză, a înscris 24 de goluri din 27 de meciuri (dn care 3 în UEFA Champions League). La mijlocul sezonului 2007-08 el a avut o ofertă de la Zenit Saint Petersburg de doar €4.429 milioane.

### Lyon
După ce l-a vândut pe Benzema în 7 iulie 2009, Lisandro a fost transferat de către Olimpyque Lyonnais pentru suma de €24 milioane, plus €4 milioane bonus. În 8 august 2009, Lisandro a înscris primul său gol la debutul cu Lyon dintr-o lovitură liberă în minutul 90 în deplasare la Le Mans. Lisandro a mai înscris din penalty în meciul de calificare în UEFA Champions League împotriva lui Anderlecht. În 4 noiembrie 2009, Lisandro a înscris și a făcut decisivul egal în Champions League meci în grupă împotriva lui Liverpool unde Lyon s-a calificat în optimi. 
În 11 noiembrue 2009, a înscris două goluri în trei minute în meciul clasic 5-5 în Ligue 1 cu Olimpique Marseille. În 21 de meciuri în ligă, Lisandro a înscris 11 goluri. 
În 30 martie 2010, Lisandro a înscris două goluri în victoria cu clubul francez Girondis de Bordeaux în UEFA Champions League, sferturile de finală, la Lyon. El a fost ales ca cel mai bun fotbalist din liga franceză sezonul 2009-10, în primul sezon al său în Franța.

## Palmares

### Club
Porto
- Primeira Liga: 2005–06, 2006–07, 2007–08, 2008–09
- Taça de Portugal: 2005–06, 2008–09
- Supertaça Cândido de Oliveira: 2006

Lyon
- Coupe de France: 2011–12

### Individual
- Golgheter Primera División de Argentina: 2004 Apertura
- Golgheter Primeira Liga: 2007–08
- Jucătorul lunii în Primeira Liga: January 2008, February 2008
- Fotbalistul anului în Primeira Liga: 2008
- Jucătorul lunii în Ligue 1: August 2009
- Fotbalistul anului în Franța: 2010
- Inclus în echipa anului din Ligue 1: 2009–10

## Statistici de club
La 1 iunie 2014.
| Club          | Sezon         | Campionat | Campionat | Cupă    | Cupă   | Cupa Ligii | Cupa Ligii | Europa  | Europa | Total   | Total  |
| Club          | Sezon         | Meciuri   | Goluri    | Meciuri | Goluri | Meciuri    | Goluri     | Meciuri | Goluri | Meciuri | Goluri |
| ------------- | ------------- | --------- | --------- | ------- | ------ | ---------- | ---------- | ------- | ------ | ------- | ------ |
| Racing        | 2002–03       | 3         | 0         | –       | –      | –          | –          | –       | –      | 3       | 0      |
| Racing        | 2003–04       | 31        | 8         | –       | –      | –          | –          | –       | –      | 31      | 8      |
| Racing        | 2004–05       | 37        | 18        | –       | –      | –          | –          | –       | –      | 37      | 18     |
| Racing        | Total         | 71        | 26        | –       | –      | –          | –          | –       | –      | 71      | 26     |
| Porto         | 2005–06       | 26        | 7         | 1       | 0      | –          | –          | 2       | 1      | 29      | 8      |
| Porto         | 2006–07       | 25        | 8         | 0       | 0      | –          | –          | 8       | 3      | 33      | 11     |
| Porto         | 2007–08       | 27        | 24        | 4       | 0      | 0          | 0          | 8       | 3      | 39      | 27     |
| Porto         | 2008–09       | 28        | 10        | 4       | 1      | 0          | 0          | 10      | 6      | 42      | 17     |
| Porto         | Total         | 106       | 49        | 9       | 1      | 0          | 0          | 28      | 13     | 143     | 63     |
| Lyon          | 2009–10       | 33        | 15        | 2       | 0      | 2          | 2          | 12      | 7      | 49      | 24     |
| Lyon          | 2010–11       | 27        | 17        | 2       | 0      | 1          | 0          | 5       | 2      | 35      | 19     |
| Lyon          | 2011–12       | 28        | 16        | 6       | 7      | 3          | 1          | 6       | 1      | 43      | 25     |
| Lyon          | 2012–13       | 31        | 11        | 1       | 1      | 1          | 0          | 6       | 2      | 39      | 14     |
| Lyon          | Total         | 119       | 59        | 11      | 8      | 7          | 3          | 27      | 12     | 166     | 82     |
| Al-Gharafa    | 2013–14       | 23        | 9         | 3       | 1      | 5          | 2          | 0       | 0      | 31      | 12     |
| Al-Gharafa    | Total         | 23        | 9         | 3       | 1      | 5          | 2          | 0       | 0      | 31      | 12     |
| Total carieră | Total carieră | 319       | 143       | 23      | 10     | 12         | 5          | 55      | 25     | 411     | 183    |